# 上海工投
上海工业投资（集团）有限公司，簡稱上海工业投资（集团）和上海工投（英語：Shanghai Industrial Investment (Group) Co., Ltd.），在1998年，由上海市政府成立，主營股权投资、新兴产业、高新技术产业、先进制造业和生产性服务业，前身為「上海工业投资（集团）公司」。
2007年6月，該公司前财务总监李易曾，前总裁王国雄，因涉嫌參與陳良宇事件，以及張榮坤挪用上海社保基金案有關，因此落馬；王国雄曾利用其担任上海工投集团总裁（正厅级）的身份和便利，给予张荣坤10亿元人民币的融资，个人在其中收取了500万元人民币的好处。而李易曾也收取了500万元人民币的好处。
2007年9月，上海法院判王国雄無期徒刑，剥夺政治权利终身，充公所有財產；而李易曾則判被判处有期徒刑15年，並充公所有財產。

## 外部連結
- siig.cn（页面存档备份，存于）